# National Smokers Alliance
La National Smokers Alliance (NSA, en español: Alianza Nacional de Fumadores) fue una organización creada y financiada en 1993 por la firma de relaciones públicas Burson-Marsteller, contratada por Philip Morris, con el propósito de oponerse a la legislación antitabaco en Estados Unidos.Operó a nivel nacional entre 1994 y 1999 como un grupo de presión respaldado por la industria tabacalera, que promovía el derecho de los adultos a consumir productos de tabaco sin una regulación estricta ni aumentos de impuestos.Como uno de los primeros ejemplos de astroturfing, la NSA utilizó tácticas de mercadotecnia encubierta para dar la apariencia de una oposición ciudadana a las leyes antitabaco.
Uno de los miembros de la NSA fue el famoso presentador de talk shows Morton Downey Jr.;sin embargo, dejó de fumar tras ser diagnosticado con cáncer de pulmón en 1996 (y al hacerlo, cambió su postura a favor del tabaco por una postura antitabaco). Murió a causa de la enfermedad en 2001.
En 1999, la tabacalera Philip Morris anunció que retiraría su financiamiento después de que la NSA presentara una denuncia ética contra John McCain.